# Ордер на смерть
Ордер на смерть (англ. Death Warrant) — канадо-американський бойовик 1990 року.

## Сюжет
Канадський поліціянт Луїс Берк переслідує в Лос-Анджелесі серійного вбивцю Крістіана Нейлора. Після того, як той опиняється за ґратами, Берк отримує нове завдання. У в'язниці «Гаррісон» за останні кілька місяців таємничим чином загинуло вже дев'ять ув'язнених. Берк, під виглядом засудженого, вирушає до в'язниці, щоб розкрити серію вбивств.

## У ролях
| Актор              | Роль              |
| ------------------ | ----------------- |
| Жан-Клод Ван Дамм  | Луїс Берк         |
| Роберт Гійом       | Гоукінс           |
| Синтія Гібб        | Аманда Бекетт     |
| Джордж Дікерсон    | Том Фоглер        |
| Арт Лафлер         | сержант Деграф    |
| Патрик Кілпатрик   | Крістіан Нейлор   |
| Джошуа Джон Міллер | Дуглас Тісдейл    |
| Генк Стоун         | Ромейкер          |
| Конрад Данн        | Конефкі           |
| Джек Беннон        | Бен Кіні          |
| Армін Шімерман     | доктор Готтесмана |
| Джон Ленц          | Сем Волдон        |
| Аль Леонг          | Брюс              |
| Ларрі Генкін       | Майерсон          |

## Цікаві факти
- Фільм був знятий раніше, ніж фільм «Самоволка» (1990), але в прокат вийшов пізніше.
- Девід Гойер написав сценарій, коли був студентом університету Південної Каліфорнії. Це був перший сценарій, який він продав.